# 어느날 갑자기 세 번째 이야기 - D-day
"어느날 갑자기 세 번째 이야기 - D-day"는 2006년 8월 3일에 개봉된 대한민국의 공포 영화다.

## 줄거리
여학생 전용 재수 기숙학원에 들어와 한방을 쓰게 된 유진, 은수, 보람, 다영. 숨막히는 분위기에 적응도 힘들고 각기 다른 성격에 네 명도 원만히 지내기가 쉽지만은 않다. 갑갑한 학원 생활을 가장 힘들어 하는 유진에게 예전에 학원에서 있었던 일들이 환영처럼 보이기 시작한다. 바로 몇 년 전 이 학원에서 있었던 끔찍한 화재사건. 유진은 점점 공포에 빠져들고 친하게 지내던 네 명 사이에도 성적 등의 문제로 금이 가기 시작한다.

## 등장 인물

### 주요 인물
- 김리나 : 강은수 역
- 이은성 : 김보람 역
- 유호린 : 서유진 역
- 허진용 : 이다영 역

### 그 외 인물
- 윤다경 : 사감 역
- 서혜린 : 유진 모 역 (우정출연)
- 최민금 : 원장 역
- 최보광 : 보조선생 1 역
- 이유리 : 보조선생 2 역
- 신영진 : 양호선생 역
- 전은희 : 선생 역
- 김주령 : 선생 역
- 오일영 : 선생 역
- 김강희 : 선생 역
- 임정운 : 선생 5 역
- 이영진 : 선생 역
- 함정이 : 선생 역
- 차혜정 : 선생 역
- 이명옥 : 선생 역
- 최재혁 : 선생 역
- 길은혜 : 귀신 소녀 역
- 이맑음 : 떨고 있는 아이 역
- 강수진 : 뉴스 앵커 역
- 정인애 : 안내방송 역